# Уэлд, Уильям
Уильям Флойд Уэлд или Билл Уэлд (англ. William Floyd Weld or Bill Weld; род. 31 июля 1945, Смитстаун, Нью-Йорк) — американский политик-либертарианец, адвокат, бизнесмен и писатель, губернатор штата Массачусетс с 1991 по 1997 год.
Выпускником Гарварда и Оксфорда, Уэлд начал свою карьеру в качестве юрисконсульта в Комитете Палаты представителей по судебной власти, а затем стал прокурором в округе Массачусетс, позднее — помощником Генерального прокурора по уголовным делам, работал над серией громких публичных коррупционных дел, а затем ушёл в отставку в знак протеста против этического скандала и связанных с ним расследований в отношении генерального прокурора Эдвина Миза.
На выборах в Сенат в 1996 году потерпел поражение от действующего сенатора-демократа Джона Керри, также был кандидатом в послы США в Мексике в период президентства демократа Билла Клинтона, кандидатом на пост губернатора Нью-Йорка (2006), кандидатом в вице-президенты от Либертарианской партии (2016) и участником праймериз Республиканской партии на выборах президента США 2020 года.
В 2016 году покидал Республиканскую партию, чтобы стать членом Либертарианской.

## Политика

### Губернатор Массачусетса
В 1990 году Уэлд выдвинул свою кандидатуру на пост губернатора Массачусетса от Республиканской партии, несмотря на то, что в республиканцы составляли менее 15 % электората, и республиканцы не побеждали там на выборах с 1970 года. Либеральная позиция по социальным вопросам сделала его жизнеспособным кандидатом на должность в сильно демократическом штате.
Уэлд имел большую поддержку из-за его обещаний решить проблемы с дефицитом бюджета, уровнем безработицы и снизить налоги. 6 ноября 1990 года он был избран 68-м губернатором Массачусетса. В его губернаторство его именовали умеренным или либеральным республиканцем. Он был экономически консервативен и социально либерален.
Бизнес-сообщество Массачусетса бурно отреагировало на избрание Уэлда, в опросе руководителей компаний 83 % опрошенных в 1994 году оценили деловой климат в штате как хороший или превосходный (по сравнению с 33 % в начале его срока). Также снизился уровень безработицы в штате более чем на 3 процентных пункта за время его первого срока, с 9,6% в 1991 году до 6,4% в 1994 году.
Уэлд выступал за право на аборт и помог принять законодательство, облегчающее доступ к советующей процедуре. Будучи губернатором, он поддерживал права геев и лесбиянок. В 1992 году он подписал указ о признании прав на гражданское партнёрство для однополых пар, а в 1993 году подписал закон, защищающий права студентов, принадлежащих к ЛГБТ.
Уэлд предпринял успешные усилия по приватизации многих государственных социальных служб, уволив тысячи государственных служащих. Он также работал над расширением доступа к программе Медикейд, запросив больше федерального финансирования, позволив большему количеству жителей получить право на доступ к медицинскому обслуживанию в штате.
В 1994 году Уэлд вновь победил на выборах, набрав 71 %, тем самым получив наибольший в истории штата разрыв между двумя основными кандидатами.
В июле 1997 года президент Билл Клинтон выдвинул Уэлда на должность посла США в Мексике. Его выдвижение застопорилось после того, как председатель сенатского комитета по международным отношениям Джесси Хелмс отказался проводить слушания по его выдвижению, фактически заблокировав его. Хелмс также был республиканцем, но он возражал против умеренной позиции Уэлда по социальным вопросам, таким как его поддержка прав геев, права на аборты и легализации марихуаны.
Уэлд подал в отставку с поста губернатора 29 июля 1997 года, чтобы полностью посвятить себя кампании за пост посла, но после интенсивной шестинедельной битвы Уэлд признал поражение и снял свою кандидатуру 15 сентября 1997 года. Он прокомментировал: «Я попросил президента Клинтона отозвать моё имя из списка кандидатов, чтобы я мог вернуться в Новую Англию, где никому не приходится на коленях обращаться к правительству с просьбой выполнить свой долг».

### Выборы в Сенат США (1996)
30 ноября 1995 года Уэлд объявил, что бросит вызов действующему сенатору-демократу от Массачусетса Джону Керри. Выборная гонка освещалась по всей стране как одна из самых интригующих сенатских гонок в том году. Несмотря на традиционную тяжелую борьбу в штате, где демократы превосходили республиканцев численностью 3 к 1, Уэлд был популярным действующим губернатором и долгое время опережал Керри.
В конце концов, сенатор Керри победил на переизбрании с 53 % против 45 % у Уэлда.

### Выборы губернатора Нью-Йорка (2006)
В 2000 году Уэлд переехал в Нью-Йорк. 24 апреля 2005 года стало известно, что он ведёт переговоры с республиканцами Нью-Йорка о том, чтобы баллотироваться на пост губернатора в 2006 году против вероятного кандидата от Демократической партии Элиота Спитцера. Действующий губернатор от Республиканской партии Джордж Патаки объявил, что не будет баллотироваться на четвёртый срок. 19 августа 2005 года Уэлд официально выдвинул свою кандидатуру, стремясь стать вторым человеком после Сэма Хьюстона, занимавшим пост губернатора двух разных штатов США.
В декабре 2005 года Уэлд получил поддержку председателей округов штата Нью-Йорк от Республиканской партии во время собрания председателей округов, а в апреле 2006 года был поддержан и Либертарианской партией.
Уэлд предложил своему главному сопернику по выдвижению Джону Фано присоединиться к его выдвижению в качестве кандидата на пост вице-губернатора, но Фано отклонил это предложение. Со временем в округах поддержка Фано стала больше, чем поддержка Уэлда, и 1 июня 2006 года съезд республиканцев штата проголосовал 61 % против 39 % за поддержку Фано.

### Дальнейшее участие в политике
В 2004 году во время президентской кампании по переизбранию президента Джорджа Буша, который баллотировался против старого врага Уэлда Джона Керри, Уэлд помогал Бушу с дебатами.
Уэлд публично поддержал бывшего губернатора Массачусетса Митта Ромни на пост президента 8 января 2007 года и стал сопредседателем кампании Ромни в штате Нью-Йорк. Также он принимал активное участие в кампании за Ромни в Нью-Гэмпшире, но после победы Маккейна в праймериз республиканцев поддержал демократа Барака Обаму. На президентских выборах 2012 года вновь поддержал Ромни.
В 2022 году после начала вторжения России на Украину Уэлд опубликовал в своих социальных сетях пост с цитатой из романа «1984», сравнив Иосифа Сталина с Владимиром Путиным, отмечая их «жуткое сходство».

#### Президентские выборы 2016 года
В феврале 2016 года Уэлд поддержал губернатора Огайо Джона Кейсика в качестве кандидата в президенты от Республиканской партии, но уже в мае бывший губернатор Нью-Мексико Гэри Джонсон, кандидат в президенты от Либертарианской партии в 2012 году и ведущий кандидат от неё в 2016 году, объявил о выборе Уэлда в качестве своего напарника. Во время кампании Уэлд возглавлял операции по сбору средств, а также выступал по федеральному телевидению и на предвыборных митингах по всей стране.
По всей стране пара Джонсон-Уэлд получила 4 488 919 голосов (3,3 %), побив рекорд Либертарианской партии как по абсолютному количеству голосов (ранее за Джонсона было 1 275 923 в 2012 году), так и по проценту (ранее 1,1 % за Эда Кларка и Дэвида Коха в 1980 году).

#### Президентские выборы 2020 года
Уэлд был сторонником импичмента Трампа. 14 февраля 2019 года он объявил, что будет участвовать в республиканских праймериз 2020 года против действующего президента-республиканца Дональда Трампа. Проиграв ему, заявил о поддержке демократа Байдена. Одним из руководителей кампании Уэлда был Стюарт Стивенс, ведущий стратег президентской кампании Митта Ромни в 2012 году.

## Личная жизнь
Бывшая жена: Сьюзан, правнучка экс-президента Теодора Рузвельта. У Уэлдов пятеро детей: Дэвид Майнот (1976 г. р.), профессор физики в Калифорнийском университете в Санта-Барбаре; Этель Дерби (1977 г. р.), врач; Мэри Блейк (1979 г. р.), юрист; Квентин Рузвельт (1981 г. р.), юрист; и Фрэнсис Уайли (1983 г. р.), которая работала в Сан-Франциско Джайентс. Пара развелась в 2002 году.
Нынешняя жена: Лесли Маршалл, писательница.